# Catherine Grey
Catherine Grey, anche scritto come Katherine Grey (Bradgate Park, 25 agosto 1540 – Cockfield Hall, 26 gennaio 1568), era la seconda figlia di Frances Brandon, nipote di Enrico VIII d'Inghilterra in quanto figlia di sua sorella Maria Tudor, e Henry Grey, terzo marchese di Dorset. Era sorella minore di lady Jane Grey che regnò per nove giorni prima di essere spodestata e imprigionata da Maria I d'Inghilterra, primogenita di Enrico VIII. Grazie alle sue parentele Catherine era prossima nella linea di successione alla cugina Elisabetta I d'Inghilterra, ma ella incorse nell'ira della regina quando sposò senza il suo consenso Edward Seymour, I conte di Hertford. Arrestata trascorse il resto della vita in prigione alla Torre di Londra.

## I legami con il trono
Catherine nacque il 25 agosto 1540 a Bradgate non lontano da Leicester da Frances Brandon ed Henry Grey, I duca di Suffolk. I suoi nonni materni erano Charles Brandon, I duca di Suffolk e Maria Tudor, sorella minore di Enrico VIII d'Inghilterra, che era stata Regina di Francia grazie al suo primo e breve matrimonio con Luigi XII.
Attraverso la parentela con Maria Tudor, Catherine, insieme alla sorelle Jane e Mary, poteva aspirare al trono inglese, giacché le tre sorelle erano precedute nella successione solo dai loro cugini, figli di Enrico VIII, le principesse Maria ed Elisabetta, e il principe Edoardo. I figli di Margherita Tudor - la sorella maggiore di Enrico e di Maria, che aveva sposato il re di Scozia - erano stati infatti esclusi dalla linea di successione per volere del re, che non desiderava, evidentemente, che la Scozia potesse in tal modo sottomettere alla propria corona l'Inghilterra.

## Primo matrimonio
Nel 1547 Enrico VIII morì lasciando il trono al figlio decenne Edoardo VI d'Inghilterra. Nel 1553 Edoardo moriva di tubercolosi senza aver lasciato un erede, allora il suo primo ministro John Dudley, I duca di Northumberland procurò di fare in modo che egli escludesse dal testamento la sorellastra Maria, sua legittima erede, a favore della nuora Jane Grey, sorella maggiore di Catherine. Edoardo accettò e con una lettera patente del 21 luglio dello stesso anno nominò Catherine quale erede di Jane, seconda solo a suoi eventuali figli maschi. Due mesi prima, Jane aveva sposato Guilford Dudley e nello stesso giorno Catherine era stata data in moglie a Henry Herbert, II conte di Pembroke, figlio di William Herbert, I conte di Pembroke e di Anne Parr, sorella minore di Caterina Parr, l'ultima delle mogli di Enrico VIII.
Il fidanzamento fra i due era stato ratificato nell'agosto del 1552. Dopo il matrimonio i due andarono a vivere al Baynard's Castle. Il regno di Jane Grey durò soltanto nove giorni, prima che Maria I d'Inghilterra la spodestasse e la facesse imprigionare presso la Torre di Londra. Con la famiglia Grey prossima alla disgrazia, il suocero di Catherine decise che per il figlio era opportuno rompere le nozze. Sulla base della dichiarazione che attestava che il matrimonio non era mai stato consumato, Henry Herbert ottenne il divorzio.

## Successione e complotti
Umiliata dal ripudio e più ancora dalla posizione di inferiorità che le veniva data a corte dopo la condanna a morte della sorella Jane ad opera di Maria I d'Inghilterra, che rivendicava i suoi diritti al trono, Catherine odiava sia Maria che Elisabetta. Nonostante questo, Maria restava una regina nubile e Catherine era un'aspirante assai papabile, dal momento che Elisabetta, sorella della regina, era ancora considerata illegittima. Quando Elisabetta venne nominata erede, Catherine retrocesse; ma quando ella, nel 1558, salì nubile al trono, Catherine balzò di nuovo in avanti.
Per di più, in quanto marito della defunta regina Maria, il cattolico Filippo II di Spagna rivendicava il trono al posto dell'eretica e illegittima cognata. Fu quindi organizzato un complotto ai danni di Elisabetta, che prevedeva la complicità di Catherine, la quale, in caso il piano avesse avuto successo, avrebbe preso il posto di Elisabetta e sposato don Carlos, figlio di Filippo.
Per contrastare il pericolo che la cugina rappresentava, Elisabetta si finse all'improvviso affettuosa con lei e la ricoprì di attenzioni. Catherine cascò nel tranello e il complotto finì per cadere.
Gli anni passarono ed Elisabetta rimase nubile e senza figli, tanto che cominciò a diffondersi la voce che avrebbe potuto legalmente adottare Catherine, in modo da consolidare la sua posizione di erede, per altro di fede protestante, così da scongiurare l'ascesa di un altro sovrano cattolico. Ma prima che tutto questo potesse avvenire Catherine decise di risposarsi.

## Un matrimonio sconsiderato
A Catherine venne presentato Edward Seymour, I conte di Hertford; i due senza chiedere l'autorizzazione della sovrana si sposarono nel dicembre 1560 in una cerimonia segreta che vide la presenza della sola cognata Jane in qualità di testimone.
Poco dopo Elisabetta spedì Edward in Europa insieme a Thomas Cecil, I conte di Exeter, figlio di William Cecil, I barone Burghley, perché migliorassero la loro educazione. Prima di partire, Edward stilò un documento tale che, nel caso egli fosse morto, il matrimonio potesse essere provato e la moglie potesse quindi ereditare le sue proprietà. Malauguratamente Catherine perse il documento e quando nello stesso anno morì anche la cognata Jane, non v'era ormai più nessuno che potesse testimoniare l'effettiva celebrazione del suo matrimonio.
Nei mesi successivi Catherine continuò a nascondere le nozze, anche quando si accorse di essere rimasta incinta, fino a che decise di rivolgersi a qualcuno perché intercedesse in suo favore presso la regina. Dapprima si confidò con Bess di Hardwick che si rifiutò di ascoltarla e la rimproverò aspramente per aver tentato di coinvolgerla. Catherine andò quindi da suo cognato Robert Dudley, I conte di Leicester. Le camere di lui erano prossime a quelle della regina ed egli, timoroso di essere scoperto nella propria stanza da letto con una donna incinta o di essere udito dalla regina, cercò di liberarsi di lei il più in fretta possibile e il giorno dopo disse a Elisabetta tutto quel che sapeva.
La sovrana si adirò grandemente per quel matrimonio segreto contratto tanto sconsideratamente dalla cugina, che oltretutto in tal modo mandava a monte i suoi piani di maritarla con James Hamilton, III conte di Arran, un giovane ed appetibile partito della nobiltà anglo-scozzese. Per altro Elisabetta temeva che, essendo ora incinta, Catherine potesse dimostrarsi maggiormente in grado di lei, regina ancora nubile, di dare un futuro erede al trono inglese, e che questo potesse costituire un incentivo per supportare Catherine in un'eventuale rivolta contro di lei.
Quindi decise di rinchiudere i due coniugi nella Torre, dove rimasero per anni. Insieme a loro finì anche Bess Hardwick, giacché la regina s'era convinta che ella fosse coinvolta nel loro matrimonio, e che questo, a sua volta, facesse parte di una grande congiura contro di lei.
Nelle fredde stanze dal misero mobilio e con pochi logori stracci, Catherine Grey diede alla luce i due figli:
- Edward Seymour, visconte Beauchamp (1561 - 1612)
- Thomas Seymour (1563 - 8 agosto 1600)

Nel 1562 le loro nozze vennero annullate, i loro figli dichiarati illegittimi e quindi ineleggibili per una eventuale successione al trono.

## Morte
Dopo la nascita di Thomas, la regina ordinò che Catherine venisse separata in maniera permanente dal marito e dal figlio minore, e dunque essa fu trasferita in custodia dello zio John Grey, presso Pirgo, e lì rimase fino al 1564, quando passò in carico a William Petre. Con lui rimase altri due anni e poi passò sotto la custodia di John Wentworth presso Gosfield Hall, fino a raggiungere Cockfield Hall nel Suffolk, dove morì il 26 gennaio 1568, all'età di ventotto anni, probabilmente vittima della tubercolosi. Venne sepolta nella chiesa locale.
Suo marito passò in prigionia nove anni. Nel 1591 Elisabetta gli diede l'opportunità di dimostrare la sua fedeltà dandogli l'incarico di riparare Elvetham, un maniero medievale, in modo da renderlo abitabile dalla corte.

## Genealogia
|                                |                                |                                |                                |                                |                                |                         |                         |                  |                  |                  |                  |                |                | Enrico VII d'Inghilterra | Enrico VII d'Inghilterra | Enrico VII d'Inghilterra | Enrico VII d'Inghilterra | Enrico VII d'Inghilterra | Enrico VII d'Inghilterra |                            |                            |                            |                            |                            |                            | Elisabetta di York       | Elisabetta di York       | Elisabetta di York       | Elisabetta di York       | Elisabetta di York       | Elisabetta di York       |                |                |                 |                 |                 |                 |                 |                 |                 |                 |                 |                 |                   |                   |                   |                   |                   |                   |  |  |  |  |  |  |  |  |  |  |  |  |  |  |  |  |  |  |  |  |  |  |  |  |  |  |  |  |  |  |  |  |  |  |  |  |  |  |  |  |  |  |  |  |
|                                |                                |                                |                                |                                |                                |                         |                         |                  |                  |                  |                  |                |                | Enrico VII d'Inghilterra | Enrico VII d'Inghilterra | Enrico VII d'Inghilterra | Enrico VII d'Inghilterra | Enrico VII d'Inghilterra | Enrico VII d'Inghilterra |                            |                            |                            |                            |                            |                            | Elisabetta di York       | Elisabetta di York       | Elisabetta di York       | Elisabetta di York       | Elisabetta di York       | Elisabetta di York       |                |                |                 |                 |                 |                 |                 |                 |                 |                 |                 |                 |                   |                   |                   |                   |                   |                   |  |  |  |  |  |  |  |  |  |  |  |  |  |  |  |  |  |  |  |  |  |  |  |  |  |  |  |  |  |  |  |  |  |  |  |  |  |  |  |  |  |  |  |  |
|                                |                                |                                |                                |                                |                                |                         |                         |                  |                  |                  |                  |                |                |                          |                          |                          |                          |                          |                          |                            |                            |                            |                            |                            |                            |                          |                          |                          |                          |                          |                          |                |                |                 |                 |                 |                 |                 |                 |                 |                 |                 |                 |                   |                   |                   |                   |                   |                   |  |  |  |  |  |  |  |  |  |  |  |  |  |  |  |  |  |  |  |  |  |  |  |  |  |  |  |  |  |  |  |  |  |  |  |  |  |  |  |  |  |  |  |  |
|                                |                                |                                |                                |                                |                                |                         |                         |                  |                  |                  |                  |                |                |                          |                          |                          |                          |                          |                          |                            |                            |                            |                            |                            |                            |                          |                          |                          |                          |                          |                          |                |                |                 |                 |                 |                 |                 |                 |                 |                 |                 |                 |                   |                   |                   |                   |                   |                   |  |  |  |  |  |  |  |  |  |  |  |  |  |  |  |  |  |  |  |  |  |  |  |  |  |  |  |  |  |  |  |  |  |  |  |  |  |  |  |  |  |  |  |  |
|                                |                                |                                |                                | Margherita Tudor               | Margherita Tudor               | Margherita Tudor        | Margherita Tudor        | Margherita Tudor | Margherita Tudor |                  |                  |                |                |                          |                          |                          |                          |                          |                          | Enrico VIII d'Inghilterra  | Enrico VIII d'Inghilterra  | Enrico VIII d'Inghilterra  | Enrico VIII d'Inghilterra  | Enrico VIII d'Inghilterra  | Enrico VIII d'Inghilterra  |                          |                          |                          |                          |                          |                          |                |                |                 |                 |                 |                 | Maria Tudor     | Maria Tudor     | Maria Tudor     | Maria Tudor     | Maria Tudor     | Maria Tudor     |                   |                   |                   |                   |                   |                   |  |  |  |  |  |  |  |  |  |  |  |  |  |  |  |  |  |  |  |  |  |  |  |  |  |  |  |  |  |  |  |  |  |  |  |  |  |  |  |  |  |  |  |  |
|                                |                                |                                |                                | Margherita Tudor               | Margherita Tudor               | Margherita Tudor        | Margherita Tudor        | Margherita Tudor | Margherita Tudor |                  |                  |                |                |                          |                          |                          |                          |                          |                          | Enrico VIII d'Inghilterra  | Enrico VIII d'Inghilterra  | Enrico VIII d'Inghilterra  | Enrico VIII d'Inghilterra  | Enrico VIII d'Inghilterra  | Enrico VIII d'Inghilterra  |                          |                          |                          |                          |                          |                          |                |                |                 |                 |                 |                 | Maria Tudor     | Maria Tudor     | Maria Tudor     | Maria Tudor     | Maria Tudor     | Maria Tudor     |                   |                   |                   |                   |                   |                   |  |  |  |  |  |  |  |  |  |  |  |  |  |  |  |  |  |  |  |  |  |  |  |  |  |  |  |  |  |  |  |  |  |  |  |  |  |  |  |  |  |  |  |  |
|                                |                                |                                |                                |                                |                                |                         |                         |                  |                  |                  |                  |                |                |                          |                          |                          |                          |                          |                          |                            |                            |                            |                            |                            |                            |                          |                          |                          |                          |                          |                          |                |                |                 |                 |                 |                 |                 |                 |                 |                 |                 |                 |                   |                   |                   |                   |                   |                   |  |  |  |  |  |  |  |  |  |  |  |  |  |  |  |  |  |  |  |  |  |  |  |  |  |  |  |  |  |  |  |  |  |  |  |  |  |  |  |  |  |  |  |  |
| Giacomo V di Scozia            | Giacomo V di Scozia            | Giacomo V di Scozia            | Giacomo V di Scozia            | Giacomo V di Scozia            | Giacomo V di Scozia            | Margaret Douglas        | Margaret Douglas        | Margaret Douglas | Margaret Douglas | Margaret Douglas | Margaret Douglas |                |                | Maria I d'Inghilterra    | Maria I d'Inghilterra    | Maria I d'Inghilterra    | Maria I d'Inghilterra    | Maria I d'Inghilterra    | Maria I d'Inghilterra    | Elisabetta I d'Inghilterra | Elisabetta I d'Inghilterra | Elisabetta I d'Inghilterra | Elisabetta I d'Inghilterra | Elisabetta I d'Inghilterra | Elisabetta I d'Inghilterra | Edoardo VI d'Inghilterra | Edoardo VI d'Inghilterra | Edoardo VI d'Inghilterra | Edoardo VI d'Inghilterra | Edoardo VI d'Inghilterra | Edoardo VI d'Inghilterra |                |                | Frances Brandon | Frances Brandon | Frances Brandon | Frances Brandon | Frances Brandon | Frances Brandon | Eleanor Brandon | Eleanor Brandon | Eleanor Brandon | Eleanor Brandon | Eleanor Brandon   | Eleanor Brandon   |                   |                   |                   |                   |  |  |  |  |  |  |  |  |  |  |  |  |  |  |  |  |  |  |  |  |  |  |  |  |  |  |  |  |  |  |  |  |  |  |  |  |  |  |  |  |  |  |  |  |
| Giacomo V di Scozia            | Giacomo V di Scozia            | Giacomo V di Scozia            | Giacomo V di Scozia            | Giacomo V di Scozia            | Giacomo V di Scozia            | Margaret Douglas        | Margaret Douglas        | Margaret Douglas | Margaret Douglas | Margaret Douglas | Margaret Douglas |                |                | Maria I d'Inghilterra    | Maria I d'Inghilterra    | Maria I d'Inghilterra    | Maria I d'Inghilterra    | Maria I d'Inghilterra    | Maria I d'Inghilterra    | Elisabetta I d'Inghilterra | Elisabetta I d'Inghilterra | Elisabetta I d'Inghilterra | Elisabetta I d'Inghilterra | Elisabetta I d'Inghilterra | Elisabetta I d'Inghilterra | Edoardo VI d'Inghilterra | Edoardo VI d'Inghilterra | Edoardo VI d'Inghilterra | Edoardo VI d'Inghilterra | Edoardo VI d'Inghilterra | Edoardo VI d'Inghilterra |                |                | Frances Brandon | Frances Brandon | Frances Brandon | Frances Brandon | Frances Brandon | Frances Brandon | Eleanor Brandon | Eleanor Brandon | Eleanor Brandon | Eleanor Brandon | Eleanor Brandon   | Eleanor Brandon   |                   |                   |                   |                   |  |  |  |  |  |  |  |  |  |  |  |  |  |  |  |  |  |  |  |  |  |  |  |  |  |  |  |  |  |  |  |  |  |  |  |  |  |  |  |  |  |  |  |  |
|                                |                                |                                |                                |                                |                                |                         |                         |                  |                  |                  |                  |                |                |                          |                          |                          |                          |                          |                          |                            |                            |                            |                            |                            |                            |                          |                          |                          |                          |                          |                          |                |                |                 |                 |                 |                 |                 |                 |                 |                 |                 |                 |                   |                   |                   |                   |                   |                   |  |  |  |  |  |  |  |  |  |  |  |  |  |  |  |  |  |  |  |  |  |  |  |  |  |  |  |  |  |  |  |  |  |  |  |  |  |  |  |  |  |  |  |  |
| Maria Stuart, regina di Scozia | Maria Stuart, regina di Scozia | Maria Stuart, regina di Scozia | Maria Stuart, regina di Scozia | Maria Stuart, regina di Scozia | Maria Stuart, regina di Scozia | Enrico Stuart           | Enrico Stuart           | Enrico Stuart    | Enrico Stuart    | Enrico Stuart    | Enrico Stuart    | Charles Stuart | Charles Stuart | Charles Stuart           | Charles Stuart           | Charles Stuart           | Charles Stuart           |                          |                          |                            |                            |                            |                            | Jane Grey                  | Jane Grey                  | Jane Grey                | Jane Grey                | Jane Grey                | Jane Grey                | Catherine Grey           | Catherine Grey           | Catherine Grey | Catherine Grey | Catherine Grey  | Catherine Grey  | Mary Grey       | Mary Grey       | Mary Grey       | Mary Grey       | Mary Grey       | Mary Grey       |                 |                 | Margaret Clifford | Margaret Clifford | Margaret Clifford | Margaret Clifford | Margaret Clifford | Margaret Clifford |  |  |  |  |  |  |  |  |  |  |  |  |  |  |  |  |  |  |  |  |  |  |  |  |  |  |  |  |  |  |  |  |  |  |  |  |  |  |  |  |  |  |  |  |
| Maria Stuart, regina di Scozia | Maria Stuart, regina di Scozia | Maria Stuart, regina di Scozia | Maria Stuart, regina di Scozia | Maria Stuart, regina di Scozia | Maria Stuart, regina di Scozia | Enrico Stuart           | Enrico Stuart           | Enrico Stuart    | Enrico Stuart    | Enrico Stuart    | Enrico Stuart    | Charles Stuart | Charles Stuart | Charles Stuart           | Charles Stuart           | Charles Stuart           | Charles Stuart           |                          |                          |                            |                            |                            |                            | Jane Grey                  | Jane Grey                  | Jane Grey                | Jane Grey                | Jane Grey                | Jane Grey                | Catherine Grey           | Catherine Grey           | Catherine Grey | Catherine Grey | Catherine Grey  | Catherine Grey  | Mary Grey       | Mary Grey       | Mary Grey       | Mary Grey       | Mary Grey       | Mary Grey       |                 |                 | Margaret Clifford | Margaret Clifford | Margaret Clifford | Margaret Clifford | Margaret Clifford | Margaret Clifford |  |  |  |  |  |  |  |  |  |  |  |  |  |  |  |  |  |  |  |  |  |  |  |  |  |  |  |  |  |  |  |  |  |  |  |  |  |  |  |  |  |  |  |  |
|                                |                                |                                |                                |                                |                                |                         |                         |                  |                  |                  |                  |                |                |                          |                          |                          |                          |                          |                          |                            |                            |                            |                            |                            |                            |                          |                          |                          |                          |                          |                          |                |                |                 |                 |                 |                 |                 |                 |                 |                 |                 |                 |                   |                   |                   |                   |                   |                   |  |  |  |  |  |  |  |  |  |  |  |  |  |  |  |  |  |  |  |  |  |  |  |  |  |  |  |  |  |  |  |  |  |  |  |  |  |  |  |  |  |  |  |  |
|                                |                                | Giacomo I d'Inghilterra        | Giacomo I d'Inghilterra        | Giacomo I d'Inghilterra        | Giacomo I d'Inghilterra        | Giacomo I d'Inghilterra | Giacomo I d'Inghilterra |                  |                  |                  |                  |                |                | Arbella Stuart           | Arbella Stuart           | Arbella Stuart           | Arbella Stuart           | Arbella Stuart           | Arbella Stuart           |                            |                            |                            |                            |                            |                            |                          |                          |                          |                          |                          |                          |                |                |                 |                 |                 |                 |                 |                 |                 |                 |                 |                 | ebbe discendenza  | ebbe discendenza  | ebbe discendenza  | ebbe discendenza  | ebbe discendenza  | ebbe discendenza  |  |  |  |  |  |  |  |  |  |  |  |  |  |  |  |  |  |  |  |  |  |  |  |  |  |  |  |  |  |  |  |  |  |  |  |  |  |  |  |  |  |  |  |  |
|                                |                                | Giacomo I d'Inghilterra        | Giacomo I d'Inghilterra        | Giacomo I d'Inghilterra        | Giacomo I d'Inghilterra        | Giacomo I d'Inghilterra | Giacomo I d'Inghilterra |                  |                  |                  |                  |                |                | Arbella Stuart           | Arbella Stuart           | Arbella Stuart           | Arbella Stuart           | Arbella Stuart           | Arbella Stuart           |                            |                            |                            |                            |                            |                            |                          |                          |                          |                          |                          |                          |                |                |                 |                 |                 |                 |                 |                 |                 |                 |                 |                 | ebbe discendenza  | ebbe discendenza  | ebbe discendenza  | ebbe discendenza  | ebbe discendenza  | ebbe discendenza  |  |  |  |  |  |  |  |  |  |  |  |  |  |  |  |  |  |  |  |  |  |  |  |  |  |  |  |  |  |  |  |  |  |  |  |  |  |  |  |  |  |  |  |  |
|                                |                                | Casa Stuart                    |                                |                                |                                |                         |                         |                  |                  |                  |                  |                |                |                          |                          |                          |                          |                          |                          |                            |                            |                            |                            |                            |                            |                          |                          |                          |                          |                          |                          |                |                |                 |                 |                 |                 |                 |                 |                 |                 |                 |                 |                   |                   |                   |                   |                   |                   |  |  |  |  |  |  |  |  |  |  |  |  |  |  |  |  |  |  |  |  |  |  |  |  |  |  |  |  |  |  |  |  |  |  |  |  |  |  |  |  |  |  |  |  |

## Ascendenza
|                                    |                     |                          | Genitori                 |  |  | Nonni |  |  | Bisnonni    |  |  | Trisnonni |  |
|                                    |                     |                          |                          |  |  |       |  |  | Thomas Grey |  |  | John Grey |  |
|                                    |                     |                          |                          |  |  |       |  |  | Thomas Grey |  |  | John Grey |  |
|                                    |                     | Elisabetta Woodville     |                          |  |  |       |  |  | Thomas Grey |  |  |           |  |
| Thomas Grey                        |                     |                          |                          |  |  |       |  |  | Thomas Grey |  |  |           |  |
|                                    |                     | Cecily Bonville          | William Bonville         |  |  |       |  |  |             |  |  |           |  |
|                                    |                     | Cecily Bonville          | William Bonville         |  |  |       |  |  |             |  |  |           |  |
|                                    |                     | Cecily Bonville          | Katherine Neville        |  |  |       |  |  |             |  |  |           |  |
| Henry Grey                         |                     | Cecily Bonville          |                          |  |  |       |  |  |             |  |  |           |  |
|                                    |                     | Robert Wotton            | Nicholas Wotton          |  |  |       |  |  |             |  |  |           |  |
|                                    |                     | Robert Wotton            | Nicholas Wotton          |  |  |       |  |  |             |  |  |           |  |
|                                    |                     | Robert Wotton            | Elizabeth Bamburgh       |  |  |       |  |  |             |  |  |           |  |
| Margaret Wotton                    |                     | Robert Wotton            |                          |  |  |       |  |  |             |  |  |           |  |
|                                    |                     | Anne Belknap             | Henry Belknap            |  |  |       |  |  |             |  |  |           |  |
|                                    |                     | Anne Belknap             | Henry Belknap            |  |  |       |  |  |             |  |  |           |  |
|                                    |                     | Anne Belknap             | Margaret Knollys         |  |  |       |  |  |             |  |  |           |  |
| Catherine Grey                     |                     | Anne Belknap             |                          |  |  |       |  |  |             |  |  |           |  |
|                                    | Sir William Brandon | Sir William Brandon      |                          |  |  |       |  |  |             |  |  |           |  |
|                                    | Sir William Brandon | Sir William Brandon      |                          |  |  |       |  |  |             |  |  |           |  |
|                                    | Sir William Brandon | Elizabeth Wingfield      |                          |  |  |       |  |  |             |  |  |           |  |
| Charles Brandon, I duca di Suffolk | Sir William Brandon |                          |                          |  |  |       |  |  |             |  |  |           |  |
|                                    |                     | Elizabeth Bruyn          | Henry Bruyn              |  |  |       |  |  |             |  |  |           |  |
|                                    |                     | Elizabeth Bruyn          | Henry Bruyn              |  |  |       |  |  |             |  |  |           |  |
|                                    |                     | Elizabeth Bruyn          | Elizabeth Darcy          |  |  |       |  |  |             |  |  |           |  |
| Frances Brandon                    |                     | Elizabeth Bruyn          |                          |  |  |       |  |  |             |  |  |           |  |
|                                    |                     | Enrico VII d'Inghilterra | Edmondo Tudor            |  |  |       |  |  |             |  |  |           |  |
|                                    |                     | Enrico VII d'Inghilterra | Edmondo Tudor            |  |  |       |  |  |             |  |  |           |  |
|                                    |                     | Enrico VII d'Inghilterra | Margaret Beaufort        |  |  |       |  |  |             |  |  |           |  |
| Maria Tudor                        |                     | Enrico VII d'Inghilterra |                          |  |  |       |  |  |             |  |  |           |  |
|                                    |                     | Elisabetta di York       | Edoardo IV d'Inghilterra |  |  |       |  |  |             |  |  |           |  |
|                                    |                     | Elisabetta di York       | Edoardo IV d'Inghilterra |  |  |       |  |  |             |  |  |           |  |
|                                    |                     | Elisabetta di York       | Elisabetta Woodville     |  |  |       |  |  |             |  |  |           |  |
|                                    |                     | Elisabetta di York       |                          |  |  |       |  |  |             |  |  |           |  |